# Boutenac
Boutenac (okzitanisch Botenac) ist eine französische Gemeinde mit 739 Einwohnern (Stand 1. Januar 2022) im Département Aude in der Region Okzitanien. Sie gehört zum Arrondissement Narbonne und zum Kanton Les Corbières.
Boutenac liegt 26 Kilometer von Narbonne und sieben Kilometer von Lézignan-Corbières entfernt. An der östlichen Gemeindegrenze verläuft das Flüsschen Aussou.

## Bevölkerungsentwicklung
| Jahr      | 1962 | 1968 | 1975 | 1982 | 1990 | 1999 | 2013 |
| Einwohner | 701  | 622  | 581  | 524  | 519  | 609  | 705  |

## Sehenswürdigkeiten
- Schloss

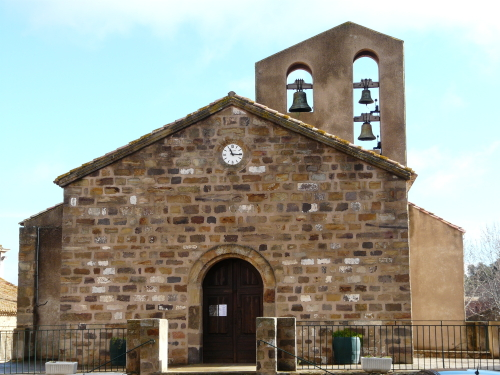
Kirche Saint-Mamès

- Kirche Saint-Mamès (12. Jahrhundert)